# Czerwona Dołyna (obwód mikołajowski)
Czerwona Dołyna (ukr. Червона Долина) – wieś na Ukrainie, w obwodzie mikołajowskim, w rejonie basztańskim, w hromadzie Szyroke. W 2001 liczyła 824 mieszkańców, spośród których 797 wskazało jako ojczysty język ukraiński, 20 rosyjski, 2 mołdawski, a 5 ormiański.